# Dragan Ćirić
Dragan Ćirić, cyr. Драган Ћирић (ur. 15 września 1974 w Belgradzie) – serbski piłkarz grający na pozycji pomocnika.

## Kariera klubowa
Dragan Ćirić karierę zawodniczą zaczynał w klubie z rodzinnego miasta, Partizanie Belgrad. Przez 5 sezonów gry w tym klubie, zagrał w 126 meczach i strzelił w nich 31 bramek. W 1997 roku został dostrzeżony przez kataloński klub FC Barcelona, do którego ostatecznie przeszedł po sezonie 1996/1997. Jego pobyt w Barcelonie nie należał do udanych, w ciągu dwóch lat zagrał tam raptem w 26 meczach ligowych. W sezonie 1999/00 przebywał na wypożyczeniu w greckim AEK Ateny, gdzie powrócił do strzeleckiej formy. W 2000 roku odszedł na zasadzie wolnego transferu do Realu Valladolid. W sumie występował w nim przez 4 lata. Przed sezonem 2004/2005 powrócił do Partizana, swojej macierzystej drużyny, a po jego zakończeniu postanowił zakończyć karierę sportową.
| Sezon     | Klub            | Liga                   | Mecze | Gole |
| --------- | --------------- | ---------------------- | ----- | ---- |
| 1992/1993 | FK Partizan     | Super liga Jugoslavije | 18    | 2    |
| 1993/1994 | FK Partizan     | Super liga Jugoslavije | 31    | 6    |
| 1994/1995 | FK Partizan     | Super liga Jugoslavije | 32    | 9    |
| 1995/1996 | FK Partizan     | Super liga Jugoslavije | 15    | 3    |
| 1996/1997 | FK Partizan     | Super liga Jugoslavije | 30    | 11   |
| 1997/1998 | FC Barcelona    | Primera División       | 21    | 0    |
| 1998/1999 | FC Barcelona    | Primera División       | 5     | 0    |
| 1999/2000 | AEK Ateny       | Super League Ellada    | 26    | 10   |
| 2000/2001 | Real Valladolid | Primera División       | 22    | 2    |
| 2001/2002 | Real Valladolid | Primera División       | 2     | 0    |
| 2002/2003 | Real Valladolid | Primera División       | 19    | 1    |
| 2003/2004 | Real Valladolid | Primera División       | 8     | 1    |
| 2004/2005 | FK Partizan     | Super liga Jugoslavije | 13    | 3    |

## Kariera reprezentacyjna
Dragan Ćirić w latach 1995–1997 zaliczył cztery występy w Reprezentacji Jugosławii.

## Sukcesy
- Partizan:
  - Super liga Jugoslavija (5): 1992/93, 1993/94, 1995/96, 1996/97, 2004/05
  - Kup Jugoslavije (1): 1993/94
- FC Barcelona:
  - Primera División (2): 1997/98, 1998/99
  - Copa del Rey (1): 1997/98
  - Superpuchar Europy (1): 1997
- AEK Ateny:
  - Puchar Grecji (1): 1999/2000